# Cottiusculus
A Cottiusculus a sugarasúszójú halak (Actinopterygii) osztályának skorpióhal-alakúak (Scorpaeniformes) rendjébe, ezen belül a kölöntefélék (Cottidae) családjába tartozó nem.

## Rendszerezés
A nembe az alábbi 3 faj tartozik:
- Cottiusculus gonez Jordan & Starks, 1904
- Cottiusculus nihonkaiensis Kai & Nakabo, 2009
- Cottiusculus schmidti Jordan & Starks, 1904